# Heraclia schoutendeni
Heraclia schoutendeni är en fjärilsart som beskrevs av Gustaaf Hulstaert 1923. Heraclia schoutendeni ingår i släktet Heraclia och familjen nattflyn. Inga underarter finns listade i Catalogue of Life.